# Harukaze Mound
Harukaze Mound (ハルカゼマウンド, Harukaze Maundo) est un manga japonais écrit par Tôgo Gotô et illustré par Kento Matsuura. Sa sérialisation a commencé dans le magazine Weekly Shōnen Jump de la Shueisha en juin 2025.

## Synopsis
Les jumeaux Kuzumi sont nés le même jour et partagent depuis toujours le rêve de briller sur les terrains de baseball. Ils se sont fait une promesse : personne n'est plus passionné de baseball qu’eux. Le cadet, Aokaze, est doté d’un bras droit en or et considéré comme un talent exceptionnel, unique en son genre. Son frère aîné, Nagiharu, est un lanceur gaucher relégué sur le banc. Depuis leur naissance, ils poursuivent ensemble un même rêve, mais leur destin commence à changer lorsqu'ils font la rencontre d'un certain receveur.

## Publication
Écrit par Tôgo Gotô et illustré par Kento Matsuura, Harukaze Mound était initialement un one-shot sorti dans le Weekly Shōnen Jump numéro 33 de 2022. Le manga commence sa sérialisation dans le magazine Weekly Shōnen Jump de la Shueisha le 16 juin 2025.